# Dubais flagga
Dubais flagga är röd med ett vitt vertikalt fält närmast flaggstången. Liksom de övriga emiraten i Förenade arabemiraten hade Dubai ursprungligen en helt röd flagga, men införde det vita fältet i samband med att General Maritime Treaty undertecknades 1820.